# 安妮·麦卡伊
安妮·M·麦卡伊（英語：Anne M. Mulcahy，1952年10月21日—），美国女性企业家，全錄公司（Xerox Corporation）的董事長及總經理，她在2006年9月的富比士雜誌中被選為世界上最有權力女性的第五名。